# Großer Rettenstein
De Großer Rettenstein is een 2362 meter hoge berg in Oostenrijk op de grens van de deelstaten Tirol en Salzburg. De berg maakt deel uit van de Kitzbüheler Alpen.
De geïsoleerd liggende markante berg heeft meerdere toppen. Vanuit Aschau kan de berg het eenvoudigst beklommen worden.

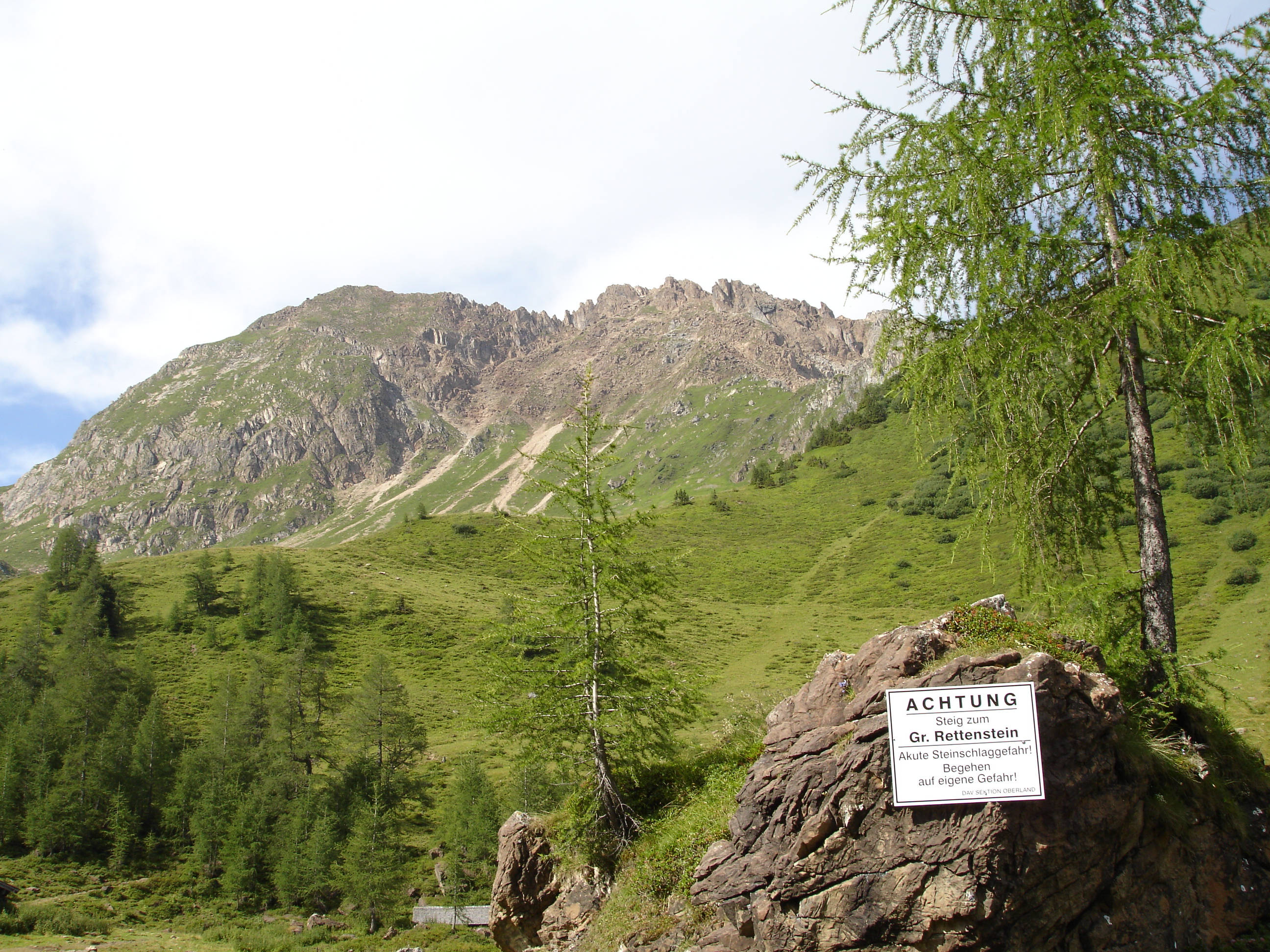
Aanblik noordoostflank
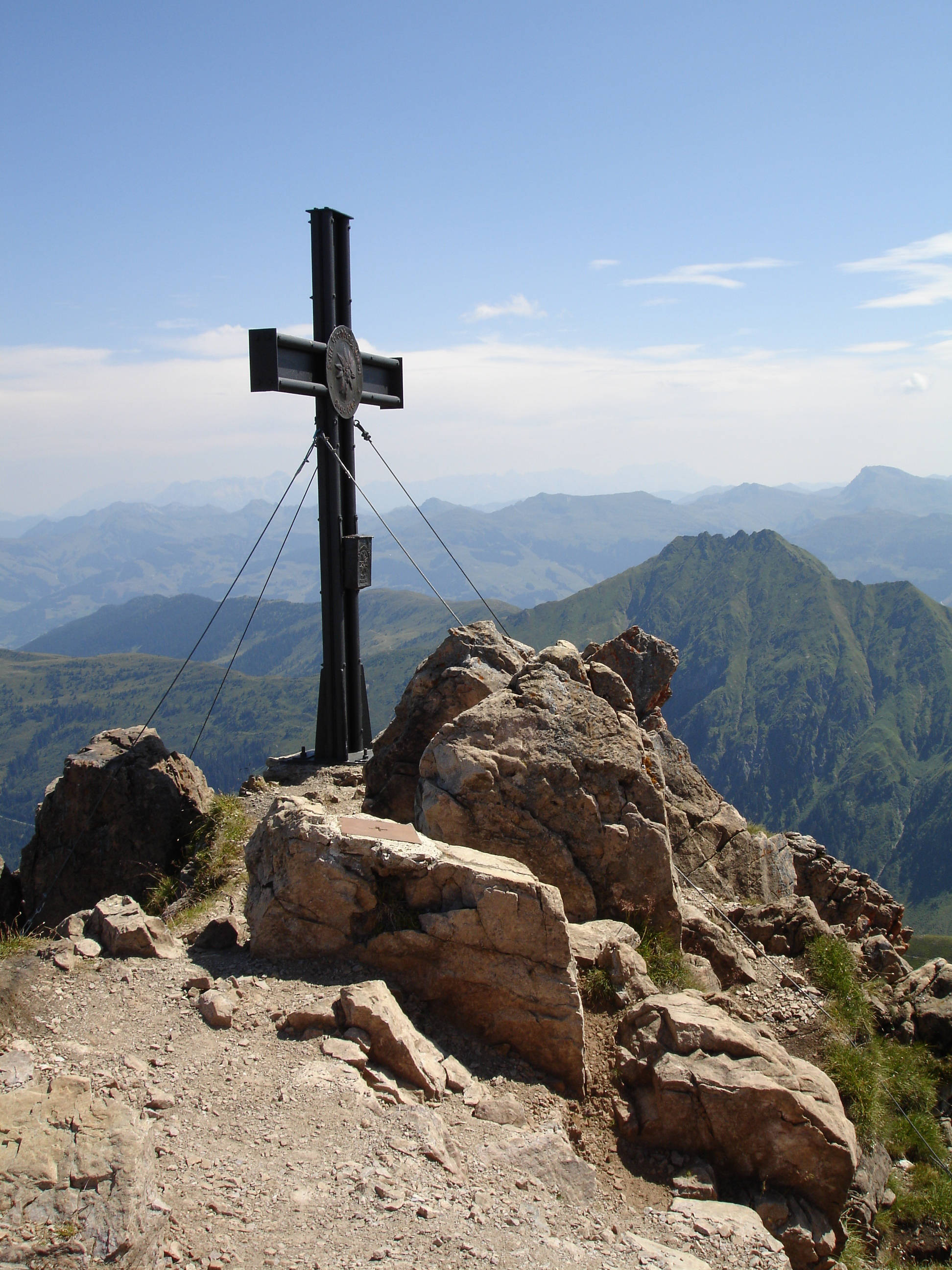
Gipfelkreuz